# Rezerwat przyrody Jeleni Dwór
Rezerwat przyrody „Jeleni Dwór” – leśny rezerwat przyrody położony na terenie powiatu prudnickiego, w gminie Biała (województwo opolskie).
Rezerwat „Jeleni Dwór” został utworzony na mocy Zarządzenia Ministra Leśnictwa i Przemysłu Drzewnego z 14 września 1959 roku w celu ochrony fragmentu lasu mieszanego naturalnego pochodzenia, stanowiącego pozostałość dawnej Puszczy Niemodlińskiej. Rezerwat zajmuje powierzchnię 3,91 ha (akt powołujący podawał 3,49 ha) i znajduje się w odległości około 6 km na północ od miejscowości Chrzelice. Obszar rezerwatu podlega ochronie czynnej.
Teren rezerwatu jest porośnięty lasem mieszanym z przewagą dębu bezszypułkowego (Quercus petraea) i sosny (Pinus sylvestris). Na jego obszarze występuje również: dąb szypułkowy (Quercus robur), brzoza brodawkowata (Betula pendula), jodła pospolita (Abies alba), świerk pospolity (Picea abies) i modrzew europejski (Larix decidua). Wiek występujących tam dębów sięga 300 lat. 
W poszyciu i runie leśnym występuje szereg gatunków roślin w tym: kłosówka miękka (Holcus mollis), kosmatka owłosiona (Luzula pilosa), konwalijka dwulistna (Maianthemum bifolium), orlica pospolita (Pteridium aquilinum), konwalia majowa (Convallaria majalis), kruszyna pospolita (Frangula alnus), widłak goździsty (Lycopodium clavatum), kruszczyk szerokolistny (Epipactis helleborine). Występuje tam również 37 gatunków mchów, 20 wątrobowców i 14 śluzowców.
Ze zwierząt występują tam: jeleń (Cervus elaphus), sarna (Capreolus capreolus), dzik (Sus scrofa), wiewiórka (Sciurus vulgaris), kilka gatunków dzięciołów.